# Jože Rozman
Jože Rozman, slovenski alpinist, * 20. januar 1955, † 3. maj 1991 Kangčendzenga (ponesrečil se je skupaj z Marijo Frantar)